# Kim tự tháp Ahmose
Kim tự tháp Ahmose tại Abydos được xây dựng bởi pharaon Ahmose I, vua đầu tiên thuộc thời kỳ Tân vương quốc. Đây là kim tự tháp cuối cùng được xây trên mảnh đất Ai Cập, mặc dù nhiều văn thư cổ chép rằng, Thutmosis I cũng đã cho dựng một kim tự tháp tại Abydos, nhưng không có bất kỳ một chứng tích nào được tìm thấy của nó.
Kim tự tháp của Ahmose I ngày nay chỉ còn là những đống đá vụn. Chiều cao của kim tự tháp được ước tính là khoảng 40 mét với các cạnh dài hơn 52 mét, độ nghiêng của các mặt bên là khoảng 60°.

## Khảo cổ

Sơ đồ cấu trúc kim tự tháp

Khoảng năm 1899 - 1902, khu phức hợp này của Ahmose được nghiên cứu bởi Arthur Mace và Charles Currelly do Quỹ thăm dò Ai Cập tài trợ. Tuy đã khai quật một phần lớn bên trong khu phức hợp, Mace và Currelly chỉ tìm được 2 mảnh vỡ của kim tự tháp. Và tất cả những gì họ làm được là để lại một bản đồ phác thảo khu vực xung quanh mà không chỉ ra được vị trí chính xác, cũng như những gì liên quan đến kim tự tháp.
Năm 1993, đoàn người đến từ Viện Mỹ thuật Pennsylvania-Yale, dẫn đầu bởi Stephen Harvey đã bắt đầu một cuộc khảo sát mới về khu phức hợp này và tiến hành khai quật xung quanh kim tự tháp. Đầu năm 2003, họ đã phát hiện thêm 3 cấu trúc mới tại đây. Nằm trong số đó là những đoạn tường của các đền đài, những viên gạch có khắc tên của kiến trúc sư chịu trách nhiệm xây ngôi đền, mảnh vỡ của các bia đá và những phần còn lại của các bức tượng.
Phía đông của sảnh bên trong là các bức phù điêu đã bị vỡ, trên đó mô tả về những cung thủ trên những cỗ xe ngựa, những con thuyền xuôi dòng nước và những người lính tử trận. Một số mảnh vỡ có khắc tên của Apopish, vua người Hyksos, đối thủ của Ahmose I. Những cảnh này tái hiện cuộc chiến giữa Ahmose và quân Hyksos. Bên cạnh đó còn có một tranh vẽ những bàn tay của quân thù, được xem là chiến lợi phẩm trong những trận chiến.
Mặc dù xác ướp của Ahmose I được tìm thấy ở Deir el-Bahari, Thebes, nhưng có lẽ ông đã được chôn cất tại đây, bởi vì không có ngôi mộ nào của ông được tìm thấy trong Thung lũng các vị vua.

## Cấu trúc phức hợp

Sơ đồ khu phức hợp kim tự tháp của Ahmose I

Những di tích của Ahmose tại Abydos rất nhiều, không chỉ bao gồm một kim tự tháp và khu phức hợp xung quanh, mà còn là những thị trấn của các công nhân, thợ xây. Nhiều đền đài cũng được phát hiện xung quanh kim tự tháp của ông, dùng để phục vụ cho nhiều nghi lễ tôn giáo khác nhau.
Phía bắc của kim tự tháp là một ngôi đền với một bức tường lớn ở phía đông. Nối với khu vực đền thờ là tàn tích của một hành lang dẫn đến kim tự tháp chính. Ở góc đông nam của kim tự tháp là một đền thờ nhỏ hơn dành cho người vợ, cũng là chị em ruột với Ahmose I, hoàng hậu Ahmose-Nefertari.
Nằm ở hướng nam là một khu đền thờ khác dành riêng cho hoàng hậu Tetisheri, bà nội của cả Ahmose I và Nefertari. Trung tâm của nhà thờ là một bia đá tưởng niệm của Tetisheri được khắc đầy chữ tượng hình. Tấm bia nói về việc Ahmose đã xây cho bà một kim tự tháp tại đây.

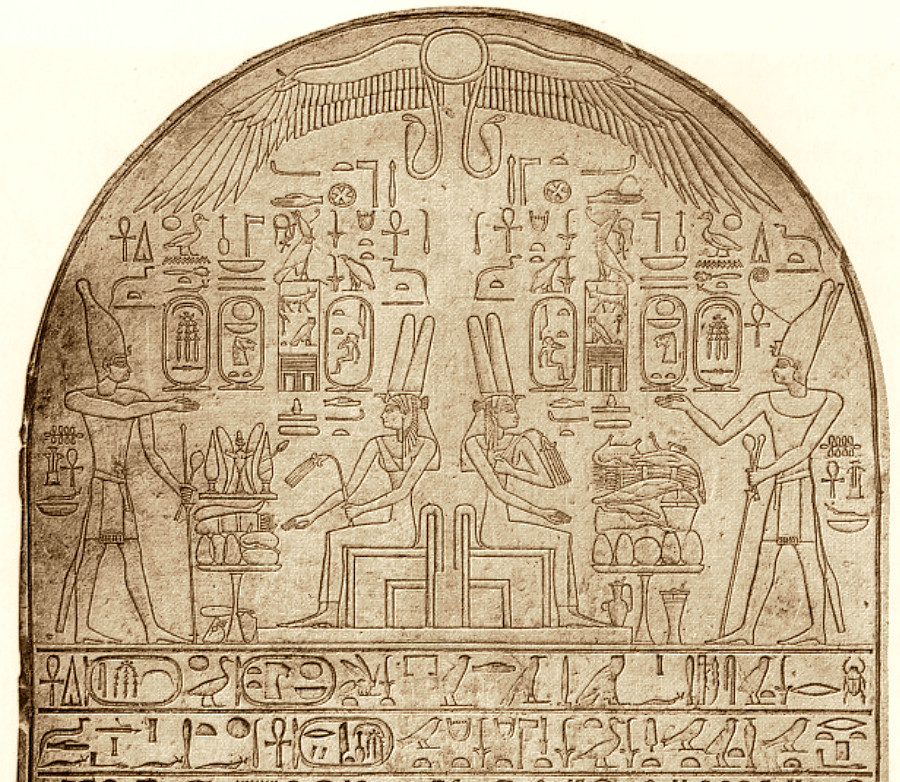
Bia đá kỷ niệm của hoàng hậu Tetisheri

Xa hơn về phía nam, nằm thẳng hàng với đền thờ của Tetisheri là một ngôi mộ gió được dựng bởi vua Ahmose. Cấu trúc này khá yếu kém, nên đây có thể chỉ là một biểu tượng của thần chết Osiris. Lối vào bên dưới tương đối nhỏ, các phòng nằm dọc 2 bên hành lang dẫn vào vẫn chưa được hoàn thiện. Phía cuối hành lang là một đại sảnh với 18 trụ cột bằng đá.
Đi tiếp về phía nam là một đền thờ khác nữa. Đây là nơi cất giữ những cái hũ, bình bằng gốm với những con thuyền và những mái chèo.